# Portia orientalis
Portia orientalis är en spindelart som beskrevs av Murphy, Murphy 1983. Portia orientalis ingår i släktet Portia och familjen hoppspindlar. Inga underarter finns listade i Catalogue of Life.